# ダイノトピア
『ダイノトピア』（原題：Dinotopia）は、2002年制作のテレビドラマ（ミニシリーズ）。アメリカ合衆国、イギリス、ドイツ合作。全3回、計250分。
ジェイムズ・ガーニー原作のベストセラー絵本「ダイノトピア」を約100億円を投じて映像化したアドベンチャー・ファンタジー・ドラマ。制作はRTLテレビジョン、ウォルト・ディズニー・テレビジョン。アメリカではABCテレビで放映された。
恐竜と人間が共存する楽園“ダイノトピア”を舞台に、街を脅かす“闇の力”と若い兄弟カールとデビッドの壮絶な闘いを描く。ウェントワース・ミラー主演。

## あらすじ
第一章「地図にない島」（85分）
第二章「太陽の石」（85分）
最終章「地下世界への扉」（83分）

## キャスト
| 役名                     | 俳優                         | 日本語吹替   | 日本語吹替   |
| 役名                     | 俳優                         | ソフト版     | テレビ朝日版 |
| ------------------------ | ---------------------------- | ------------ | ------------ |
| デビッド・スコット       | ウェントワース・ミラー       | 佐久田修     | 鉄野正豊     |
| カール・スコット         | タイロン・レイツォ           | 草尾毅       | 鳥海勝美     |
| マリオン                 | ケイティ・カー               | 松本梨香     | 山田里奈     |
| サイラス・クラップ       | デヴィッド・シューリス       | 野島昭生     | 安原義人     |
| ウォルドー市長           | ジム・カーター               | 石田太郎     |              |
| ローズマリー・ウォルドー | アリス・クリーグ             | 高島雅羅     |              |
| オリアーナ               | ジェラルディン・チャップリン | 鈴木弘子     |              |
| ウーヌ                   | コリン・サーモン             | 小山力也     |              |
| フランク・スコット       | スチュアート・ウィルソン     | 小島敏彦     |              |
| ロマーナ・デニソン       | ハンナ・イェランド           | 本田貴子     |              |
| 声の出演                 |                              |              |              |
| ジッポ                   | リー・エヴァンス             | ダンディ坂野 | 三ツ矢雄二   |
| メッセンジャーバード     | テリー・ジョーンズ           | 茶風林       |              |

※テレビ朝日版：『日曜洋画劇場』2003年8月10日放送。放映時のタイトルは『ダイノトピア 謎の恐竜王国』。